# قبول المتوكل
قبول المتوكل هي ناشطة وسياسية يمنية، تولت منصب  وزير الشؤون الإجتماعية والعمل ‏ في حكومة خالد بحاح 7 نوفمبر 2014–25 نوفمبر 2014.
تعتبر قبول مؤسس مشارك لمؤسسة تنمية القيادات الشبابية (YLDF) حيث شغلت منصب المدير العام حتى عام 2011. تعمل حاليًا لدى مؤسسة القيادات الشابة كمستشار أول في إدارة المشاريع.
| المناصب السياسية | المناصب السياسية                                              | المناصب السياسية |
| ---------------- | ------------------------------------------------------------- | ---------------- |
| سبقه             | وزير الشؤون الإجتماعية والعمل ‏ 7 نوفمبر 2014 - 25 نوفمبر 2014 | تبعه             |